# Prom Night – Die Nacht des Schlächters
Prom Night – Die Nacht des Schlächters (Originaltitel: Prom Night, Alternativtitel: Prom Night – Das Grauen kommt um Mitternacht) ist ein kanadischer Horrorfilm aus dem Jahre 1980. Inhaltlich gehört er zum Subgenre der Slasher-Filme, d. h. ein maskierter Mörder verfolgt eine Gruppe Teenager, die er nach und nach tötet. Es existieren drei Fortsetzungen des Horrorfilms sowie ein Remake aus dem Jahr 2008 mit dem Titel Prom Night.

## Inhalt
1974 spielen die vier Kinder Wendy Richards, Jude Cunningham, Kelly Lynch und Nick McBride Verstecken in einem alten, kaputten Schulhaus. Als die jüngere Robin Hammond dazukommt, verängstigen sie diese so lange, bis sie aus dem Fenster stürzt und stirbt. Obwohl es ein Unfall war, schließen die Kinder einen Pakt, niemals etwas zu verraten.
Sechs Jahre später bereitet sich die Schule auf den Abschlussball vor. Die vier Jugendlichen werden von einer mysteriösen Stimme bei einem Anruf bedroht, die Rache für die Geschehnisse vor sechs Jahren fordert. In der Schule häufen sich ebenfalls Bedrohungsszenarien: Fotos der Verstorbenen tauchen auf und ein Spiegel geht zu Bruch. Zwischenzeitlich ist auch der Sexualverbrecher, der für den tragischen Todesfall verantwortlich gemacht wurde, aus seiner Haftanstalt entflohen.
Am Tanzabend wird Kelly beim Schminken die Kehle durchgeschnitten. Jude und ihr Freund Seymour „Slick“ Crane werden bei einem Techtelmechtel in Slicks Van getötet. Als Nächstes wird Wendy das Opfer des Killers. Nick, der zwischenzeitlich mit Robins Schwester Kim zusammen ist, soll bei der Siegerehrung erledigt werden. Da jedoch der stadtbekannte Rowdy Lou Nick niederschlägt, wird dieser stattdessen Opfer des Killers. Es entsteht eine Massenpanik und Nick und Kim sehen sich alleine mit dem Mörder konfrontiert. Es gelingt schließlich Kim, den Mörder schwer zu verletzen. Mit letzter Kraft kann er sich vor die Tür schleppen, wo er stirbt. Es handelt sich um Alex, den Bruder von Robin, der damals alles beobachtet hatte und sie rächte.

## Diverses
- 1981 wurden Brian Ravok für den besten Schnitt und Jamie Lee Curtis als beste ausländische Schauspielerin für die kanadischen Genie Awards nominiert.
- Jamie Lee Curtis, die auch in Halloween mitspielt, ist hier erneut als Scream-Queen zu sehen, obwohl der Mörder hier kein Interesse an ihr zeigt.
- Leslie Nielsen, später aus Komödien bekannt, spielt ebenfalls mit.
- Der Satz „It's not who you come with, it's who takes you home“ (dt. ungefähr „Es kommt nicht darauf an, mit wem du kommst, sondern wer dich nach Hause bringt“) taucht in allen vier Prom-Night-Filmen auf.
- Der einzige Schauspieler, der in allen vier Prom-Night-Filmen vorkommt, ist Brock Simpson.[2]
- Der Film war bis 2008 indiziert, im September 2009 wurde er dann von der FSK neugeprüft und erhielt ungeschnitten die Freigabe ab 16 Jahren.
- Bei Raymond und Alex Hammond handelt es sich in der deutschen Fassung tatsächlich um Vater und Sohn: Leslie Nielsen und Michael Tough werden darin von Heinz und Thomas Petruo synchronisiert.
- Während der Tanzszenen benutzte man einige bekannte Disco-Songs und wollte für diese im Nachhinein die Nutzrechte kaufen. Leider hätten die Rechte für einen einzigen Titel jedoch etwa 800.000 Dollar gekostet, was schon die Hälfte des Budgets ausgemacht hätte. So komponierte man einige neue Songs, die jedoch so nah an den Original-Tracks waren, dass die Produzenten des Films trotzdem von den Rechteinhabern verklagt wurden. Allerdings konnten sich beide Parteien am Ende auf eine relativ überschaubare Summe einigen. Wenn man genau hinhört, kann man unter anderem Patrick Hernandez’ „Born to be alive“ und Gloria Gaynors „I will survive“ heraushören.

## Kritik
Lexikon des internationalen Films: Solide gemachter Horrorkrimi, der seinen Unterhaltungswert vor allem aus der geschickten „Wer ist der Täter?“-Dramaturgie bezieht.

## Fortsetzungen
Bisher wurden drei Fortsetzungen gedreht, die mit der ursprünglichen Handlung nichts zu tun haben. 2008 entstand ein Remake des ersten Teils.

### Mary Lou (1987)
Im Film (Originaltitel: Hello Mary Lou: Prom Night II) wird Mary Lou Maloney 1957 versehentlich von ihrem Freund getötet, als er ihr einen Streich spielen will. 30 Jahre später wird sie aber von einem Mädchen namens Vicki versehentlich wiedererweckt. Von nun an sinnt sie in Vickis Körper auf Rache. Regie führte Bruce Pittman, als Schauspieler treten u. a. Michael Ironside, Wendy Lyon, Louis Ferreira und Lisa Schrage auf.

### Prom Night III – Das letzte Kapitel (1990)
Der Film (Originaltitel: Prom Night 3: The Last Kiss) ist die Fortsetzung von Prom Night 2. Mary Lou kehrt erneut von den Toten zurück. Sie verliebt sich in einen Jungen, der nicht besonders beliebt ist. Sie tötet dann die Menschen, die seiner Karriere im Weg stehen.
Prom Night III wird als eine Mischung von Zombiefilm und Highschool-Komödie beschrieben. Regie führten Ron Oliver und Peter R. Simpson, als Schauspieler treten u. a. Tim Canlon und Courtney Taylor auf. Der Film ist auf DVD erschienen, deren schlechte Qualität wird jedoch stark kritisiert.

### Prom Night: Evil of Darkness (1992)
Der Film (Originaltitel: Prom Night 4: Deliver Us from Evil, auch: Prom Night – Das Böse aus dem Dunkel) handelt von einem Geistlichen, der von seinen Kollegen in eine Grabkammer eingeschlossen wird, weil er vom Teufel besessen sein soll. Später gelingt ihm die Flucht und er beginnt, Teenager, die gerade Sex haben, zu töten. Regie führte Clay Borris, als Schauspieler treten u. a. Nicole de Boer und J.H. Wyman auf.